# Pape Beye
Pape Beye est un joueur sénégalais de basket-ball né à Dakar le 16 avril 1990. Il évolue au poste de pivot.

## Clubs successifs
- 2007-2010 :  Chalon-sur-Saône (espoir) (Pro A)
- 2010-2011 :  Stade clermontois Basket Auvergne (Pro B)
- 2011-2014 :  Champagne Châlons Reims Basket (Pro B)
- 2014-2015 :  Aix-Maurienne Savoie Basket (Pro B)
- 2015-2017 :  ALM Évreux Basket (Pro B)
- 2018 :  Étoile de Charleville-Mézières (Pro B)
- 2018-2020 :  La Charité Basket 58 (NM1)
- Depuis 2020 :  Saint-Vallier Basket Drôme (NM1 puis Pro B)